# منتخب أفغانستان لكرة القدم
منتخب أفغانستان لكرة القدم (بالفارسية: تیم ملی فوتبال افغانستان) و(بالبشتوية: د افغانستان د فوټبال ملي لوبډله)‏ يلقب بأسود خراسان هو المنتخب الوطني لإمارة أفغانستان الإسلامية ويدار من قبل الاتحاد الأفغاني لكرة القدم. تأسس المنتخب في عام 1922 وقد أنضم للاتحاد الدولي لكرة القدم عام 1948 والاتحاد الآسيوي في 1954. يلعب منتخب أفغانستان أغلب مبارياته المنزلية على ملعب غازي في العاصمة كابل. أفضل أداء لأفغانستان في بطولة دولية كان في دورة الألعاب الآسيوية 1951 حين نجح في الحصول على المركز الرابع. لم يلعب منتخب أفغانستان أي مباراة دولية في الفترة ما بين 1984 و2003. لم تكن لعبة كرة القدم تشجع من قبل نظام حركة طالبان من 1996 إلى 2001.
يذكر أن المنتخب سبق له المشاركة في مسابقة كرة القدم في الألعاب الأولمبية الصيفية 1948 حيث لعب ضد لوكسمبورغ يوم 31 يوليو 1948 وخسر 6–0 م.

## تاريخ
تعتبر كرة القدم في أفغانستان من الرياضات الأساسية في البلاد. وقد كان الاتحاد الأفغاني لكرة القدم من بين الأعضاء المؤسسين للالاتحاد الآسيوي لكرة القدم في عام 1954. أول فريق لكرة القدم في أفغانستان هو نادي محمودية وتأسس عام 1934.

## الملعب الرسمي

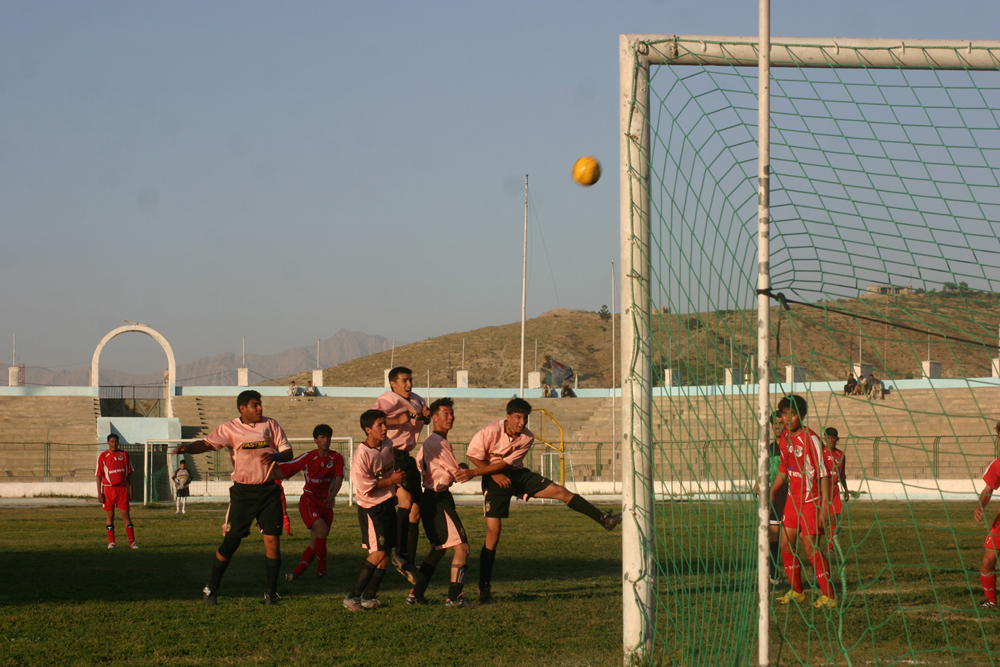
شبان يلعبون كرة القدم داخل ملعب غازي.

ملعب غازي هو الملعب الوطني في أفغانستان وهو متعدد الاستخدام ويقع في كابل. يسع الملعب لجلوس 25 ألف متفرج. تم افتتاحه في عهد الملك أمان الله خان سنة 1923، والذي كان يعتبر بطلا (غازي) لكسبه حرب الاستقلال لوطنه ضد البريطانيين. كانت أول مباراة لكرة القدم تقام داخل ملعب غازي بين أفغانستان وإيران يوم 1 يناير 1941 وتعادل المنتخبان سلبيا. خلال عقد 1990 كان يستخدم الملعب كمكان لعمليات الإعدام العلنية من قبل حكومة طالبان. ويستخدم حاليا الملعب غالبا لمباريات كرة القدم بين فرق من محافظات مختلفة في البلاد، فضلا عن البلدان المجاورة.

## وصلات خارجية
- قائمة بيانات المنتخب من الموقع الرسمي للفيفا باللغة العربية